# 亜種
亜種（あしゅ）とは、生物分類における種より下位の区分の一つ。新ラテン語もしくは英語の "subspecies" の和訳語で、しばしば subsp. や ssp. とも略記される。
動物学では種の直下の区分は亜種のみであるが、植物学では変種および品種と併用している。動物学では亜種の下位区分として品種を用いる場合があり、犬種などがこれに該当するが、国際動物命名規約には規定されていない。一般に動物学における亜種は、分類学的に識別される地域個体群のことをいう。

## 語

### subspecies
語源にあたる subspecies は、学術的に考案された現代のラテン語（新ラテン語）であり、英語でもある。ラテン語発音の日本語音写をあえて試みるなら「スブスペキエース」となる。しかし広く通用しているのは英語読みで、その音写形は、イギリス英語発音 [sʌ́bspìːʃiːz] は「サブスピーシーズ」、アメリカ英語発音 [sʌ́bspìʃiz] は「サブスピシズ」である。

### 略号
略号として subsp. と ssp. がある。用法については「略号の用法」を参照のこと。

### subspecies name
subspecies name（日本語音写例〈以下同様〉：サブスピーシーズ ネイム、ほか）は「亜種の学名」を指す学術的国際共通語（英語名）。日本語では「亜種名」というが、下記のとおり、「亜種名」は複雑な多義語の様相を呈している。
- 例：Homo sapiens sapiens 。

### subspecific name
subspecific name（サブスピシフィク ネイム）は、「亜種の種小名」を指す学術的国際共通語（英語名）であり、動物学で用いられる。日本語では「亜種小名」というほか、「亜種名」ともいうが、学術的国際共通語ではここに列記した全ての用語は明確に区別されている。
- 例：Homo sapiens sapiens では最後の sapiens がこれにあたる。

### subspecific epithet
subspecific epithet（サブスピシフィク エピセトゥ）は、「亜種の形容語」を意味する学術的国際共通語（英語名）であり、植物学や細菌学で用いられる。日本語では、植物学で「亜種小名」、細菌学で「亜種形容語」というほか、「亜種名」ともいうが、学術的国際共通語ではここに列記した全ての用語は明確に区別されている。

### 亜種
日本の学術用語「亜種」は、［ ja:〈分類学上の〉亜 (= la: sub-) +〈分類学上の〉種 (= la: species) ］という語構成になっており、つまりは、リンネ式分類階級上の「種」の下に位置付けられることを含意している。

### 亜種名
日本の学術用語「亜種名（あしゅめい）」は、「亜種の名」の意味で、上述した subspecies name を指すほか、subspecific name にも subspecific epithet にも用いられる。

### 亜種小名
日本の学術用語「亜種小名（あしゅしょうめい）」は、「亜種の小名」の意味で、動物学では subspecific name を、植物学では subspecific epithet を指す。

### 亜種形容語
日本の学術用語「亜種形容語（あしゅけいようご）」は、「亜種の形容語」の意味で、細菌学における subspecific epithet を指す。

### 名義タイプ亜種
亜種が設けられていない種 Aus bus の下に、亜種 Aus bus cus が適格に記載されることは、同時に亜種 Aus bus bus が設立されることを意味する。この場合、Aus bus bus は Aus bus cus を除く、Aus bus とされる個体群である。Aus bus bus のように自動的に設立される亜種を名義タイプ亜種という。また、複数の亜種が種と同時に記載される場合、種の担名タイプ (種や亜種の基準となる標本や図) を担名タイプとする亜種が名義タイプ亜種となる。基亜種、承名亜種、原名亜種、原亜種と呼ばれることもある。

## 学名の記述

### 三語名法
亜種の学名は、リンネの二語名法（二名法）を基に考案された三語名法（三名法）に則ったもので、属名・種形容語（細菌以外で用いる種小名、細菌で用いる種形容語）・亜種形容語（細菌以外で用いる亜種小名、細菌で用いる亜種形容語）の3語で構成される。ただ、厳密には、三語名法というのは、「種形容語の後に続けて亜種形容語を記す、変則的二語名法」であるというのが、学会の見解である。
- 例：我々（現生人類）を亜種のレベルまで分類できると考える学説（我々をHomo sapiens のタイプ亜種と見なす学説）に基づく我々の学名は Homo sapiens sapiens（ホモ・サピエンス・サピエンス）であるが、その語構成は［属名 Homo + 種小名 sapiens + 亜種小名 sapiens ］である。

### 略号の用法
特定の亜種を学名として記述する際は、略号を種形容語（広義）と亜種形容語（広義）の間に置くのが基本形である。
- 例：Cryptotaenia canadensis subsp. japonica（標準和名〈以下同様〉：ミツバ）
- 例：Oncorhynchus masou subsp. rhodurus（ビワマス）

ただし、動物学では亜種形容語（広義）の後にそれぞれの記載者名を記し、最後にその名の記載年を記すのが最も正確な学名である。
- 例：Oncorhynchus masou subsp. rhodurus (Jordan et McGregor, 1925)（ビワマス）

一方、植物学では種形容語（広義）の後と亜種形容語（広義）の後にそれぞれの記載者名を記し、最後にその名の記載年を記すのが最も正確な学名である。
- 例：Cryptotaenia canadensis (L.) DC. subsp. japonica (Hassk.) Hand.-Mazz. (1933)（ミツバ）

しかし、それらを全て省略する場合が多い。
- 例：Homo sapiens idaltu（ホモ・サピエンス・イダルトゥ）
- 例：Oncorhynchus masou rhodurus（ビワマス）

また、種形容語（広義）の後に略号だけを記して亜種形容語（広義）を省略する場合もある。
- 例：Oncorhynchus masou subsp.（ビワマス）

我々を Homo sapiens sapiens と見なす学説があると上のほうで述べたが、略号を置いた例は目にしない。しかし、他のヒト属の亜種や他の生物の亜種ではその限りでない。ヒト属で言えば、例えば Homo sapiens の別の亜種である可能性に注目されるデニソワ人には「Homo sapiens の、デニソワ由来の亜種（Homo 属の sapiens 種のデニソワ由来亜種）」を意味する暫定的学名 Homo sapiens subsp. 'Denisova' および Homo sapiens ssp. 'Denisova' が与えられ、略号を用いない Homo sapiens Altai のような別の暫定的学名に多くの学術的同意が寄せられない限り用いられ続ける。

## 特徴
地域的に隔絶した離島等で亜種が出現しやすい。例として、キツツキの一種であるアカゲラは日本全土に分布するが、離島を中心に数種の亜種が存在する。
亜種同士では交配が可能な場合があるため、既存の亜種が生息する地域に別の亜種を持ち込む場合は両者の交雑が起き、遺伝的多様性が変わってしまう。例として、淡水魚の一種であるバラタナゴはタイリクバラタナゴとニッポンバラタナゴの2亜種が知られるが、タイリクバラタナゴがニッポンバラタナゴの生息地に移入されたことで、交雑が発生し、遺伝的撹乱がおき、ニッポンバラタナゴの絶滅が危惧されるようになった。